# Artigueloutan
Artigueloutan – miejscowość i gmina we Francji, w regionie Nowa Akwitania, w departamencie Pireneje Atlantyckie.
Według danych na rok 2015 gminę zamieszkiwało 1 018 osób, a gęstość zaludnienia wynosiła 124,6 osób/km².